# فوستينا هاس هودجز
فوستينا هاس هودجز (بالإنجليزية: Faustina Hasse Hodges)‏ هي معلمة موسيقى وملحنة أمريكية، ولدت في 7 أغسطس 1823 في Malmesbury ‏ في المملكة المتحدة، وتوفيت في 4 فبراير 1895 في فيلادلفيا في الولايات المتحدة.

## وصلات خارجية
- فوستينا هاس هودجز على موقع ميوزك برينز (الإنجليزية)